# Мильх, Эрхард
Эрхард Мильх (нем. Erhard Milch; 30 марта 1892, Вильгельмсхафен, провинция Ганновер — 25 января 1972, Вупперталь) — немецкий военный деятель, генерал-фельдмаршал (19 июля 1940). Заместитель Германа Геринга, генеральный инспектор люфтваффе. Осуждён американским военным трибуналом за военные преступления к пожизненному заключению, но был досрочно освобождён в 1954 году.

## Биография

### Детство и юность
Родился 30 марта 1892 года в семье аптекарей Антона и Клары (урожденной Веттер) Мильх. В 1910 году ему было отказано в зачислении в Императорский военно-морской флот в связи с тем, что его отец был евреем. Однако он поступил фанен-юнкером в артиллерийский полк и в 1911 году получил звание лейтенанта.

### Первая мировая война и межвоенный период
В Первую мировую войну служил сначала в артиллерии, с июля 1915 года — в авиации. В августе 1918 года был произведён в капитаны, к окончанию войны — и. о. командира 6-го авиаполка. Награждён Железными крестами 2-й и 1-й степени. Уволен из вооружённых сил в январе 1920 года.
В 1921 году начал работу в авиационной компании «Юнкерс», а затем к концу 1920-х, благодаря своим интригам и жесткости в устранении конкурентов, стал главным исполнительным директором «Люфтганзы». Путём неимоверных усилий он вывел эту компанию в число самых передовых и перспективных в мире. «Люфтганзу» он считал своим детищем и гордился ею.
Став одним из руководителей немецкой авиации, Мильх стал активно доносить на Хуго Юнкерса. В итоге последнего, пацифиста по убеждениям, необоснованно обвинили в государственной измене, но судить не стали в обмен на передачу им своей компании в собственность государства. С конца 1920-х годов Эрхард Мильх был тесно связан с нацистским движением и оказывал услуги финансового и транспортного характера видным деятелям нацистской партии: Гитлеру подарил отличный самолёт, а Герингу каждый месяц переводил 1000 марок из фонда компании.

### В Третьем рейхе
С назначением рейхсминистром авиации Геринг начал набирать чиновников в своё новое министерство. Одним из них стал исполнительный директор «Люфтганзы» Эрхард Мильх. Именно его Геринг планировал назначить на должность министерского статс-секретаря, фактически — заместителем рейхсминистра, чтобы он занялся организацией возрождаемых люфтваффе.
Между Мильхом и Герингом не существовало близких отношений, так как во время Первой мировой войны их пути не пересекались, и Мильх не находился под впечатлением от подвигов Геринга. Для Мильха Геринг был просто одним из политиков, которого он субсидировал деньгами «Люфтганзы» ради защиты интересов компании в рейхстаге.
28 января 1933 года Геринг отправился к Мильху домой, чтобы сделать ему предложение занять пост статс-секретаря министерства авиации, Мильх не принял никакого однозначного решения, так как ему было трудно пойти работать к человеку, которому он сам прежде платил. Чтобы добиться своего, Герингу пришлось действовать жёстко — он привез Мильха к самому Гитлеру, который сказал: «Я не знаю вас слишком хорошо, но вы человек, который смыслит в своем деле, а у нас в партии имеется совсем мало людей, которые разбираются в авиации так же, как вы. Вы должны пойти на эту работу. Речь идёт не о деле партии. Речь идет о деле Германии — и для Германии необходимо, чтобы вы взялись за выполнение этой задачи». Как впоследствии признался сам Мильх, только после этих слов фюрера он решил дать своё согласие на назначение.
Когда впервые встал вопрос о назначении министерского статс-секретаря, в кабинет к Герингу прибыл начальник тайной полиции Рудольф Дильс с досье Мильха. Тайная полиция собирала информацию по всем чиновникам, промышленникам и финансистам. Из досье следовало: мать — арийка, отец — еврей. Следовательно, в глазах нацистов Мильх — мишлинг.
Согласно расовым принципам нацистской партии, Мильх не только не мог быть секретарём у Геринга — он более не должен был руководить национальной авиакомпанией. Но всё было не так однозначно, если в этом был заинтересован сам Геринг, который заявил: «Я сам буду решать, кто здесь еврей, а кто нет».
Стараниями Геринга «расовая неполноценность» Мильха была кое-как прикрыта. В Берлин была вызвана мать Мильха, которую уговорили ради сына оговорить себя и опозорить мужа — у нотариуса было оформлено заявление, что во время своего замужества она имела тайную связь с арийцем — бароном Германом фон Биром. Геринг по этому поводу шутил: «Раз уж мы собираемся отнять у него настоящего отца, то пусть хотя бы взамен получит аристократа». Настоящее свидетельство о рождении было изъято и вместо него подложено новое с указанием фон Бира в качестве отца.
Мильх с 1933 года за 5 лет прошёл карьерный путь от полковника до генерал-полковника.
15 ноября 1941 года в Берлине застрелился начальник Технического управления министерства авиации Эрнст Удет. Занявший его место Мильх показал себя очень талантливым организатором, однако аннулировал предыдущие в целом неудачные проекты разработок новых революционных типов самолётов и сделал ставку на старые, но надёжные и проверенные Me-110, Me-109, Ju-88 и He-111. Он сумел значительно поднять производственные показатели авиационной промышленности и к 1944 году производство одних только одномоторных истребителей в Германии, стремящейся противостоять стратегическим бомбардировкам союзников, достигло невероятного числа — 23 805 самолётов (в СССР в том же году — 16 703). Во многом благодаря ему Люфтваффе оставалось грозным противником в воздухе до самого конца войны.
Фактически Мильх был самым деятельным человеком в Люфтваффе за всю войну, однако его попытки сместить Геринга успехом не увенчались даже после провала снабжения по воздуху 6-й армии Паулюса, окружённой под Сталинградом в конце 1942 года. Однако Гитлер, прекрасно понимая, кто из них больше делает для Люфтваффе, сменить Геринга отказался. Причину этого ему по-дружески объяснил Роберт Лей: «Уймись, Геринга тебе не спихнуть. Он хоть и дутая фигура, но блестит, как медный таз. А ты, дружище, уж извини, фигура не для фасада».
Мильх вовремя не организовал производство реактивных бомбардировщиков и по требованию Гитлера 21 июня 1944 года вынужден был подать в отставку.
Вскоре после этого он попал в серьёзную автокатастрофу и на три месяца оказался в больнице. Ходили слухи, что авария была подстроена, однако сам Мильх в это не верил. Вскоре Гитлер снова предложил ему целый ряд неплохих должностей, но Мильх отказался, поскольку весной 1945 года перспектив ни для Рейха, ни для себя уже не видел.
4 мая 1945 года он был арестован англичанами в замке Зихерхаген на побережье Балтийского моря.

### После войны
Во время Нюрнбергского процесса содержался в лагере Дахау, выступал свидетелем на процессе, был одним из самых яростных защитников Геринга. В 1947 году его судили (один из последующих Нюрнбергских процессов, на котором он был единственным обвиняемым за причастность к депортации иностранных рабочих) и приговорили к пожизненному заключению. В 1951 году срок сократили до 15 лет, а к 1954 году — досрочно освободили.
В дальнейшем работал промышленным консультантом, более не занимаясь какой-либо политической или военной деятельностью. Незадолго до смерти ему вернули маршальский жезл, отобранный при аресте. Эрхард Мильх умер в немецком городе Вупперталь на 80-м году жизни.

## Воинские звания
- 24 марта 1934 — генерал-майор (почетное звание, сухопутные войска)
- 28 марта 1935 — генерал-лейтенант (почетное звание, сухопутные войска)
- 30 января 1936 — генерал авиации (почетное звание, ВВС)
- 20 апреля 1936 — генерал авиации (старшинство с 1 апреля 1936)
- 1 ноября 1938 — генерал-полковник
- 19 июля 1940 — генерал-фельдмаршал

## Награды
- Железный крест 2-й степени — 4 октября 1914[8]
- Железный крест 1-й степени — 19 октября 1915[8]
- Знак военного лётчика (Пруссия)
- Значок авиационного наблюдателя (Пруссия) — 23 июня 1916[8]
- Нагрудный почётный лётный знак — 1919[8]
- Офицерский крест ордена Святых Маврикия и Лазаря (Италия) — апрель 1933[8]
- Орден «За гражданские заслуги» (Болгария) 2-й степени — 31 мая 1933[8]
- Большой крест ордена Феникса (Греция) — май 1934[8]
- Почётный знак Немецкого Красного Креста — 27 июля 1934[8]
- Почётный крест Первой мировой войны 1914/1918 — 15 декабря 1934[8]
- Знак «Лётчик-наблюдатель» — 30 марта 1935[8]
- Орден «За военные заслуги» 1-й степени с мечами (Болгария) — 27 мая 1935[8]
- Орден Белой розы II степени (Финляндия) — 6 июня 1935[8]
- Орден Святого Саввы I степени (Югославия) — 30 июня 1935[8]
- Большой крест с мечами ордена Саксен-Эрнестинского дома — 15 августа 1935[8]
- Орден Заслуг 1-й степени (Венгрия) — октябрь 1935[8]
- Немецкий Олимпийский почётный знак I степени — 16 августа 1936[8]
- Медаль «За выслугу лет в вермахте» IV—I степени — 2 октября 1936[8]
- Золотой партийный знак НСДАП — 30 января 1937[8][9]
- Командорский крест ордена Заслуг (Чили) — 3 марта 1937[8]
- Нагрудный знак лётчика (Франция) — 29 сентября 1937[8]
- Большой крест ордена Короны (Италия) — сентябрь 1937[8]
- Орден Священного сокровища I степени (Япония) — декабрь 1937[8]
- Орден короны (Югославия) I степени — январь 1938[8]
- Почётная медаль Противовоздушной обороны 1-й степени — 20 апреля 1938[8]
- Орден Сверкающего нефрита (Китай) I степени — июнь 1938[8]
- Знак югославского пилота — июнь 1938[8]
- Медаль «В память 13 марта 1938 года»
- Большой крест колониального ордена Звезды (Италия) — 20 февраля 1939
- Медаль «В память 1 октября 1938 года» с пряжкой «Пражский замок»
- Медаль «В память 22 марта 1939 года» — 19 сентября 1939
- Железный крест, повторно, с пряжками II и I класса — 24 и 30 сентября 1939[8]
- Рыцарский крест Железного креста — 4 мая 1940[8][10]
- Знак «Лётчик-наблюдатель» в золоте с бриллиантами
- Большой крест ордена Меча (Швеция) — 6 августа 1940
- Командорский крест ордена «Доблестный авиатор» (Румыния) — 6 июля 1941
- Большой крест ордена Белой розы (Финляндия) — 30 марта 1942